# Estádio Juca Fortes
Estádio Juca Fortes – stadion piłkarski, w Barras, Piauí, Brazylia, na którym swoje mecze rozgrywa klub Barras Futebol Club.